# Ivan Padovec

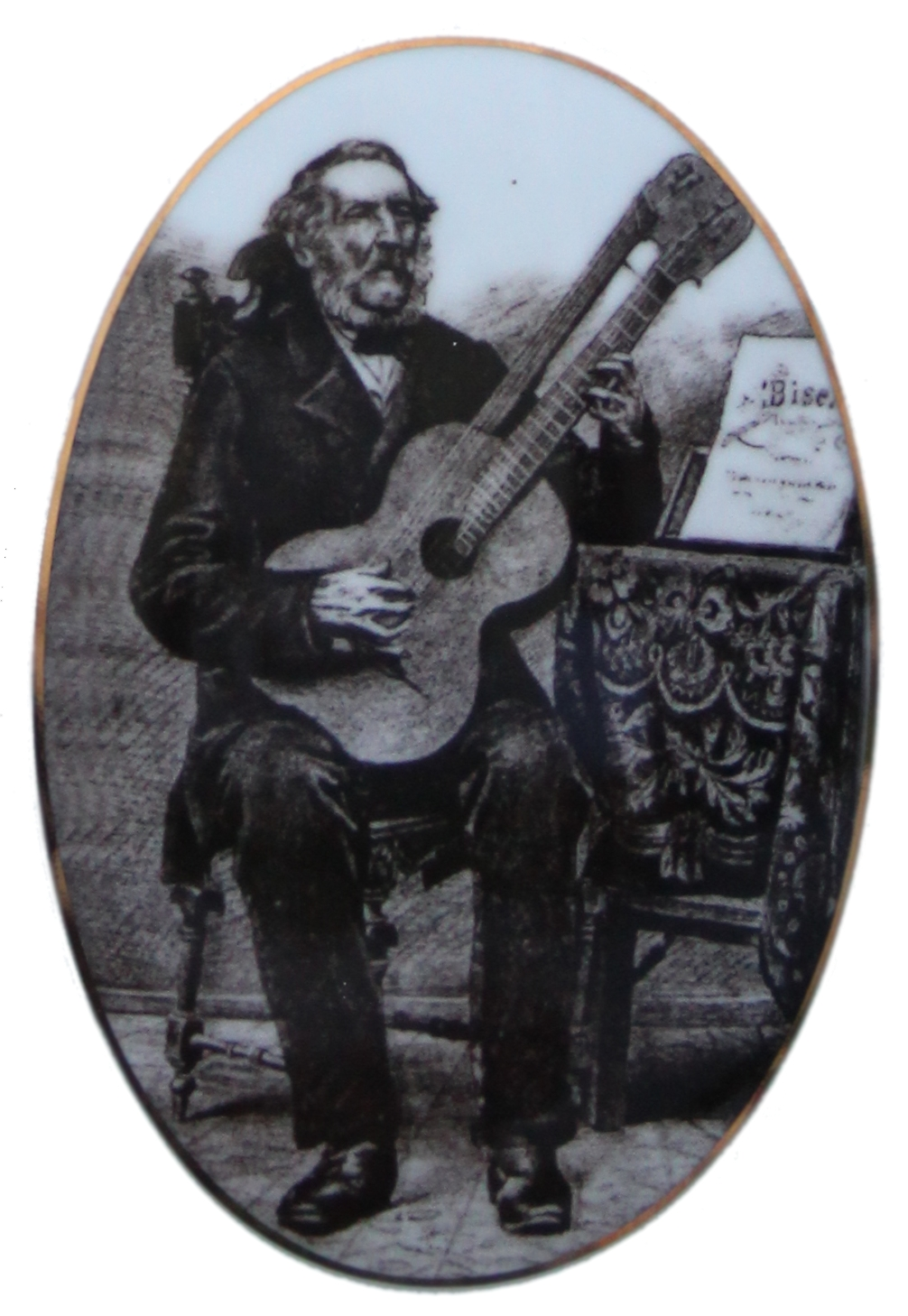
Ivan Padovec ze skonstruowaną przez siebie gitarą (zdjęcie z nagrobka)

Ivan Padovec (ur. 17 lipca 1800 w Varaždinie, zm. 4 listopada 1873 tamże) – chorwacki gitarzysta i kompozytor.
Ojciec Ivana Padovca pochodził z rodziny czeskich emigrantów. Matka Ivana była Mauretanką.
W wieku 10 lat stracił lewe oko, co uniemożliwiło mu zostanie księdzem tak jak chciał jego ojciec.
Szkołę podstawową ukończył w Varaždinie po czym naukę kontynuował w Zagrzebiu. W 1815 roku otrzymał skrzypce od swojego wuja z Wiednia i rozpoczął naukę gry na tym instrumencie. Jednak po wizycie u wuja w Wiedniu, gdzie usłyszał gitarzystę Mauro Giulianiego postanowił samodzielnie uczyć się gry na gitarze. W 1819 ponownie wyjechał do Zagrzebia i tam już jako utalentowany gitarzysta pobierał lekcje u znanych nauczycieli muzyki.
Padovec sam zaczął komponować utwory oraz dawał liczne koncerty. Występował między innymi z grupą „The Zagreb Sextet”.
W 1827 koncertował już w całej Chorwacji, a od 1829 również w innych krajach europejskich (m.in. Austria, Niemcy, Anglia).
W latach 1829–1837 mieszkał w Wiedniu, gdzie szybko zyskał sobie przychylność tamtejszej elity muzycznej. Liczni wydawcy, których spotykał podczas tournée drukowali jego utwory.
W 1836 Ivan Padovec koncertował również w kilku polskich miastach. Planował też występy w Rosji, ale jego wzrok stale się pogarszał. Wrócił do rodzinnego Varaždinu, gdzie jeszcze sporadycznie uczył muzyki i koncertował, lecz wkrótce i tego zaprzestał z powodu całkowitej utraty wzroku.
Zmarł 4 listopada 1873 roku nie pozostawiając potomstwa.

## Twórczość
- Theoretische-praktische Guitar Schule – dwuczęściowy podręcznik do nauki gry na gitarze (sześcio- i dziesięciostrunowej).
- Skonstruował dziesięciostrunową gitarę z sześcioma zwykłymi strunami oraz dodatkowymi basowymi (D, C, B1 oraz A1).
- Napisał ponad 200 utworów na jedną i na dwie gitary, partie wokalne z akompaniamentem gitarowym lub pianina.
- Stworzył m.in. gitarową Introdukcję i wariacje na temat z „Lunatyczki” Belliniego op. 5